# Bujdosók (album)
A Bujdosók a Kárpátia Zenekar 2011. március végén megjelent válogatásalbuma, melyen Szécsi Attila és zenész társainak a népzenei átdolgozásai találhatóak.

## Számok listája
1. Holló
2. Legenda
3. Ha látok csillagot
4. Rozsda ette penge
5. Magyar föld
6. Ha kell
7. Menetel a század
8. A világtól elzárva
9. Hajdanán
10. Vándor
11. Falu rossza
12. A Jászságban a Kunságon

## Közreműködők
- Szécsi Attila  – hegedű, ének
- Kerékgyártó Gergely – brácsa, citera, ének
- Paár Julianna – ének
- Tekaver Léna – koboz, ének
- Kalász Máté – hegedű, ének
- Bene Beáta – furulya
- Csasznyi Imre – ének
- Szabó Csobán Gergő – ének, bőgő, cselló, doromb
- Waszlavik Gazember László – ének